# Kommunalvalen i Sverige 1920
Kommunalvalet i Sverige 1920 genomfördes i december 1920 och i mars 1921 i Stockholms stad. Då inga tillförlitliga uppgifter från detta val finns tillgängliga så har valet i Stockholm exkluderats från denna artikel.  Vid detta val valdes kommunalfullmäktige och stadsfullmäktige för mandatperioden 1921–1924 i 1 063 av 2 513 kommuner. Valet påverkade också på sikt första kammarens sammansättning. 
Ungefär hälften av alla fullmäktige valdes vid detta val medan den andra halvans mandat skull utgå 1922. På grund av ändringar i lagen utgick dock samtliga mandat 1922.
För att kommunfullmäktige skulle vara obligatoriskt behövde kommunen ifråga ett invånarantal högre än 1 500. Denna siffra överskred 873 kommuner, medan 82 valde att ha fullmäktige ändå. Utöver detta ägde 108 stadsfullmäktigeval och 53 municipalfullmäktigeval rum. De sistnämnda räknas dock inte med som "riktiga" kommunalval. 

## Stadsfullmäktigevalen
| Stadsfullmäktigevalen | Stadsfullmäktigevalen                    | Stadsfullmäktigevalen | Stadsfullmäktigevalen | Stadsfullmäktigevalen | Stadsfullmäktigevalen | Stadsfullmäktigevalen | Stadsfullmäktigevalen | Stadsfullmäktigevalen |
| Parti                 | Parti                                    | Röster                | Röster                | Röster                | Mandatfördelning      | Mandatfördelning      | Mandatfördelning      | Mandatfördelning      |
| Parti                 | Parti                                    | Antal                 | %                     | +− %                  | Nyvalda               | Kvar- stående         | Totalt                | +−                    |
| --------------------- | ---------------------------------------- | --------------------- | --------------------- | --------------------- | --------------------- | --------------------- | --------------------- | --------------------- |
|                       | Socialdemokraterna                       | 100 014               | 39,6                  | -0,4                  | 516                   | 553                   | 1 069                 | -65                   |
|                       | Allmänna valmansförbundet                | 98 501                | 39,0                  | +5,4                  | 668                   | 581                   | 1 269                 | +119                  |
|                       | Liberala samlingspartiet                 | 43 266                | 17,1                  | -2,4                  | 316                   | 391                   | 707                   | -53                   |
|                       | Sveriges socialdemokratiska vänsterparti | 7 359                 | 2,9                   | -2,6                  | 51                    | 76                    | 127                   | -21                   |
|                       | Övriga partier                           | 3 333                 | 1,3                   | —                     | 37                    | 33                    | 70                    | —                     |
| Antal giltiga röster  | Antal giltiga röster                     | 252 473               | 100                   |                       | 1 608                 | 1 634                 | 3 242                 | -11                   |
| Ogiltiga röster       | Ogiltiga röster                          | 698                   |                       |                       |                       |                       |                       |                       |
| Totalt                | Totalt                                   | 253 171 (34,9%)       |                       |                       |                       |                       |                       |                       |

Flera städer ingick inte i något av landstingen på grund av sin storlek. Vid valet 1920 var dessa fem stycken av totalt 108 städer  i landet; Göteborg, Malmö, Norrköping, Helsingborg och Gävle. Denna särställning gjorde att städerna jämte landstingen fick delta i förstakammarvalen, där de valda stadsfullmäktigen agerade valmän. Ibland jämställs därför dessa stadsfullmäktigeval med landstingsval. Mandatfördelningarna avser hela fullmäktige i respektive stad och inte enbart de valda.
| Göteborg             | Göteborg                  | Göteborg       | Göteborg | Göteborg | Göteborg |
| Parti                | Parti                     | Röster         | Röster   | Mandat   | Mandat   |
| Parti                | Parti                     | Antal          | %        | Antal    | +−       |
| -------------------- | ------------------------- | -------------- | -------- | -------- | -------- |
|                      | Socialdemokraterna        | 15 878         | 49,5     | 29       | +3       |
|                      | Allmänna valmansförbundet | 10 767         | 33,6     | 20       | +-0      |
|                      | Liberala samlingspartiet  | 5 207          | 16,2     | 11       | -3       |
|                      | Övriga partier            | 209            | 0,7      | 0        | —        |
| Antal giltiga röster | Antal giltiga röster      | 32 061         | 100      | 60       | +-0      |
| Ogiltiga röster      | Ogiltiga röster           | 66             |          |          |          |
| Totalt               | Totalt                    | 32 127 (29,1%) |          |          |          |

| Malmö                | Malmö                     | Malmö          | Malmö  | Malmö  | Malmö  |
| Parti                | Parti                     | Röster         | Röster | Mandat | Mandat |
| Parti                | Parti                     | Antal          | %      | Antal  | +−     |
| -------------------- | ------------------------- | -------------- | ------ | ------ | ------ |
|                      | Socialdemokraterna        | 13 322         | 59,0   | 33     | +1     |
|                      | Allmänna valmansförbundet | 7 714          | 34,2   | 19     | +3     |
|                      | Liberala samlingspartiet  | 1 547          | 6,9    | 2      | -2     |
| Antal giltiga röster | Antal giltiga röster      | 22 583         | 100    | 54     | +-0    |
| Ogiltiga röster      | Ogiltiga röster           | 79             |        |        |        |
| Totalt               | Totalt                    | 22 662 (36,3%) |        |        |        |

| Norrköping           | Norrköping           | Norrköping     | Norrköping | Norrköping | Norrköping |
| Parti                | Parti                | Röster         | Röster     | Mandat     | Mandat     |
| Parti                | Parti                | Antal          | %          | Antal      | +−         |
| -------------------- | -------------------- | -------------- | ---------- | ---------- | ---------- |
|                      | Socialdemokraterna   | 7 353          | 58,2       | 31         | +5         |
|                      | De Borgerliga        | 5 281          | 41,8       | 29         | -5         |
| Antal giltiga röster | Antal giltiga röster | 12 634         | 100        | 60         | +-0        |
| Ogiltiga röster      | Ogiltiga röster      | 27             |            |            |            |
| Totalt               | Totalt               | 12 661 (40,2%) |            |            |            |

| Helsingborg          | Helsingborg               | Helsingborg    | Helsingborg | Helsingborg | Helsingborg |
| Parti                | Parti                     | Röster         | Röster      | Mandat      | Mandat      |
| Parti                | Parti                     | Antal          | %           | Antal       | +−          |
| -------------------- | ------------------------- | -------------- | ----------- | ----------- | ----------- |
|                      | Socialdemokraterna        | 5 452          | 49,5        | 26          | +1          |
|                      | Allmänna valmansförbundet | 4 720          | 42,9        | 22          | +2          |
|                      | Liberala samlingspartiet  | 745            | 6,8         | 3           | -3          |
|                      | Övriga partier            | 95             | 0,9         | 0           | —           |
| Antal giltiga röster | Antal giltiga röster      | 11 012         | 100         | 51          | +-0         |
| Ogiltiga röster      | Ogiltiga röster           | 18             |             |             |             |
| Totalt               | Totalt                    | 11 030 (44,8%) |             |             |             |

| Gävle                | Gävle                                    | Gävle         | Gävle  | Gävle  | Gävle  |
| Parti                | Parti                                    | Röster        | Röster | Mandat | Mandat |
| Parti                | Parti                                    | Antal         | %      | Antal  | +−     |
| -------------------- | ---------------------------------------- | ------------- | ------ | ------ | ------ |
|                      | Socialdemokraterna                       | 2 392         | 40,4   | 23     | -1     |
|                      | Allmänna valmansförbundet                | 1 803         | 30,5   | 11     | +1     |
|                      | Liberala samlingspartiet                 | 1 375         | 23,2   | 10     | +1     |
|                      | Sveriges socialdemokratiska vänsterparti | 349           | 5,9    | 1      | -1     |
|                      | Övriga partier                           | 1             | 0,0    | 0      | —      |
| Antal giltiga röster | Antal giltiga röster                     | 5 920         | 100    | 45     | +-0    |
| Ogiltiga röster      | Ogiltiga röster                          | 24            |        |        |        |
| Totalt               | Totalt                                   | 5 944 (29,4%) |        |        |        |